# Jármi
Jármi là một thị trấn thuộc hạt Szabolcs-Szatmár-Bereg, Hungary. Thị trấn này có diện tích 12,37 km², dân số năm 2010 là 1282 người, mật độ 104 người/km².